# Paladilhia
Paladilhia là một chi ốc nước ngọt nhỏ, động vật thân mềm chân bụng có mài sống trong môi trường nước ngọt trong họ Moitessieriidae.

## Các loài
Các loài thuộc chi Paladilhia bao gồm:
- Paladilhia hungarica
- Paladilhia pleurotoma
- Paladilhia bourguignati Locard, 1883[cần dẫn nguồn]
  - Subgenus Paladilhiopsis